# Août 1887

## Événements
- Une armée de derviches enfonce les troupes du Négus au Godjam et envahit Gondar qu’elle saccage et brûle en massacrant ses habitants.
- Création du mouvement du Hintchak par des Arméniens en exil à Genève. Ils réclament, comme le parti Armenakan, la suppression de la tutelle ottomane sur les Arméniens de l’Empire.

- 5 août (Philippines) : retour de l’écrivain nationaliste José Rizal à Manille. En exil en Europe, il a dénoncé le joug colonial qui pèse sur son pays.
- 16 août : une canonnière française atteint les portes de Tombouctou.

## Naissances
- 4 août : Ferdinando Cazzamalli, médecin neuropsychiatre italien.
- 12 août : Erwin Schrödinger, prix Nobel de physique en 1933 († 4 janvier 1961).
- 14 août : Edward Winslow Gifford, ethnologue américain († 16 mai 1959).
- 15 août : Jean Rouppert, dessinateur, peintre et sculpteur français († 25 août 1979).
- 17 août :
  - Charles de Habsbourg, Empereur d'Autriche et Roi de Hongrie († 1er avril 1922).
  - Marcus Garvey, dit le « Moïse Noir » fondateur du journal The Negro World ainsi que de la Black Star Line († 10 juin 1940).

## Décès
- 15 août : Meïr Aron Goldschmidt, éditeur, journaliste et romancier danois (° 15 août 1887).
- 18 août : John Palliser, explorateur.
- 19 août : Spencer Fullerton Baird, ornithologue et ichtyologiste américain (° 1823).
- 20 août : Jules Laforgue, poète français.